# Mohammad Shahabuddin
Mohammad Shahabuddin, né le 10 décembre 1949 à Shivrampur (alors situé au Bengale oriental), est un magistrat et un homme d'État bangladais, membre de la Ligue Awami. Il est président du Bangladesh depuis le 24 avril 2023.

## Biographie
Mohammad Shahabuddin Chuppu est né en 1949 dans le nord-ouest du district de Pabna au Bengale oriental qui fait alors partie du Pakistan. Il est l'un des dirigeants des sections étudiantes et jeunesse de la Ligue Awami à la fin des années 1960 et au début des années 1970. Il participe à la guerre de libération du Bangladesh en 1971. Après l'indépendance du pays, il est emprisonné pour avoir organisé une manifestation à la suite de l'assassinat en 1975 de Sheikh Mujibur Rahman, le fondateur du pays.
En 1982, il commence sa carrière de juge. Après sa retraite, Chuppu devient l'un des commissaires de la Commission indépendante de lutte contre la corruption. Il rejoint la carrière politique en devenant membre du conseil consultatif de la Ligue Awami.
Seul candidat pour le poste de président de la République, il est déclaré élu par la Commission électorale le 13 février 2023 et entre en fonction le 24 avril suivant.
Après la démission de la Première ministre Sheikh Hasina, il dissout le Parlement et nomme Muhammad Yunus comme chef du gouvernement intérimaire le 8 août 2024.
En octobre 2024, contredisant ses propos tenus lors de l'allocution du 5 août, il affirme n'avoir jamais reçu la lettre de démission de Hasina. Cette déclaration provoque de nouvelles manifestations réclamant sa démission.